# Stéphane Brizé
Stéphane Brizé (Rennes, 18 ottobre 1966) è un regista e sceneggiatore francese.
È noto soprattutto per una trilogia di film sul mondo del lavoro interpretati da Vincent Lindon, composta da La legge del mercato (2015), In guerra (2018) e Un altro mondo (2021).

## Biografia
Stéphane Brizé nasce in un contesto sociale umile, figlio di un postino e di una casalinga, in cui la cultura, come dichiarerà, «si riduce a una manciata di romanzi nella libreria di famiglia». Si laurea in elettronica all'Università di Rennes 2 Alta Bretagna, ma un tirocinio presso gli studi di France 3 a Rennes lo indirizza verso l'audiovisivo. Mentre lavora come tecnico TV a Parigi, prende lezioni di recitazione e mette in scena alcuni spettacoli.
Al cinema, dirige il suo primo cortometraggio nel 1993, a cui fa seguire nel 1996 il mediometraggio L'Œil qui traîne e nel 1999 il suo lungometraggio d'esordio, Le Bleu des villes. Conosce sul set del suo quarto film, Mademoiselle Chambon (2009), Vincent Lindon, che diverrà il suo attore feticcio. Vince per quest'ultimo il Premio César per il miglior adattamento.
Dopo una serie di film tradizionali, concorre al Festival di Cannes 2015 con La legge del mercato, dove dirige Lindon e un cast interamente di attori non professionisti in un film drammatico sulla disoccupazione e il precariato. Il film si rivela un successo commerciale e dà vita un dibattito nazionale in Francia. Ad esso, Brizé fa seguire l'anno dopo Una vita, pellicola in costume tratta dal romanzo di Guy de Maupassant con cui concorre alla Mostra del cinema di Venezia. Nel 2018 torna ai temi e lo stile de La legge del mercato con In guerra, con cui è nuovamente in concorso a Cannes.

## Filmografia

### Regista e sceneggiatore
- Bleu Dommage - cortometraggio (1993)
- L'Œil qui traîne - mediometraggio (1996)
- Le Bleu des villes (1999)
- Je ne suis pas là pour être aimé (2005)
- Entre adultes (2006)
- Mademoiselle Chambon (2009)
- Quelques heures de printemps (2012)
- La legge del mercato (La Loi du marché) (2015)
- Una vita (Une vie) (2016)
- In guerra (En guerre) (2018)
- Un altro mondo (Un autre monde) (2021)
- Le occasioni dell'amore (Hors-saison) (2023)

### Attore
- Al piccolo Margherita (Au petit Marguery), regia di Laurent Bénégui (1995)
- Le nostre vite felici (Nos vies heureuses), regia di Jacques Maillot (1999)
- Le Nouveau Protocole, regia di Thomas Vincent (2008)

## Riconoscimenti
- Festival di Cannes
  - 1999 – In concorso per la Caméra d'or per Le Bleu des villes
  - 2015 – Menzione speciale al premio della giuria ecumenica per La legge del mercato
  - 2015 – In concorso per la Palma d'oro con La legge del mercato
  - 2018 – In concorso per la Palma d'oro con In guerra
- Mostra internazionale d'arte cinematografica
  - 2016 – Premio FIPRESCI (Concorso) per Una vita
  - 2016 – In concorso per il Leone d'oro con Una vita
  - 2021 – In concorso per il Leone d'oro con Un altro mondo
  - 2023 – In concorso per il Leone d'oro con Le occasioni dell'amore
- Premio César
  - 2010 – Miglior adattamento per Mademoiselle Chambon
  - 2013 – Candidatura al miglior regista per Quelques heures de printemps
  - 2013 – Candidatura alla migliore sceneggiatura originale per Quelques heures de printemps
  - 2016 – Candidatura al miglior film per La legge del mercato
  - 2016 – Candidatura al miglior regista per La legge del mercato
- Premio Lumière
  - 2017 – Candidatura al miglior film per Una vita
  - 2017 – Candidatura al miglior regista per Una vita